# Dolný Ohaj
Dolný Ohaj é um município da Eslováquia, situado no distrito de Nové Zámky, na região de Nitra. Tem 17,03 km² de área e sua população em 2018 foi estimada em 1.547 habitantes.

## Demografia
| Ano:        | 1994 | 2004   | 2014   | 2024   |
| ----------- | ---- | ------ | ------ | ------ |
| Broj ljudi: | 1762 | 1639   | 1576   | 1468   |
| Razlika:    |      | -6,98% | -3,84% | -6,85% |

| Ano:               | 2023 | 2024   |
| ------------------ | ---- | ------ |
| Número de pessoas: | 1486 | 1468   |
| Diferença:         |      | -1,21% |